# Cantherhines verecundus
Cantherhines verecundus és una espècie de peix de la família dels monacàntids i de l'ordre dels tetraodontiformes.

## Morfologia
- Els mascles poden assolir 12,5 cm de longitud total.[4][5]

## Hàbitat
És un peix de clima tropical i bentopelàgic que viu entre 14-92 m de fondària.

## Distribució geogràfica
Es troba a les Hawaii.

## Observacions
És inofensiu per als humans.